# 全缘独行菜
全缘独行菜（学名：Lepidium ferganense）为十字花科独行菜属的植物。分布于阿富汗、中亚以及中国大陆的新疆等地，生长于海拔600米至2,100米的地区，常生于干燥山坡，目前尚未由人工引种栽培。